# Andalucia Tennis Experience
Andalucia Tennis Experience byl ženský profesionální tenisový turnaj kategorie WTA International na okruhu WTA, hraný ve španělské Marbelle. Celková dotace posledních dvou ročníků činila 220 000 USD.  Do soutěže dvouhry nastupovalo třicet dva tenistek a čtyřhry se účastnilo šestnáct párů.
Turnaj se poprvé konal v sezóně 2009 na otevřených antukových dvorcích. Stal se tak prvním turnajem sezóny, který se odehrával na území Španělska. Druhý turnaj v rámci kategorie WTA International, Barcelona Ladies Open, probíhal o týden později. 
Plánovaný ročník v sezóně 2012 se neuskutečnil, když nebyl zařazen na turnajovou listinu.

## Přehled finále

### Dvouhra
| Rok  | vítězka             | finalistka             | výsledek      |
| ---- | ------------------- | ---------------------- | ------------- |
| 2011 | Viktoria Azarenková | Irina-Camelia Beguová  | 6–3, 6–2      |
| 2010 | Flavia Pennettaová  | Carla Suárez Navarrová | 6–2, 4–6, 6–3 |
| 2009 | Jelena Jankovićová  | Carla Suárez Navarrová | 6–3, 3–6, 6–3 |

| Rok  | vítězky                                             | finalistky                                           | výsledek         |
| ---- | --------------------------------------------------- | ---------------------------------------------------- | ---------------- |
| 2011 | Nuria Llagostera Vivesová Arantxa Parra Santonjaová | Sara Erraniová Roberta Vinciová                      | 3–6, 6–4, [10–5] |
| 2010 | Sara Erraniová Roberta Vinciová                     | Marija Kondratěvová Jaroslava Švedovová              | 6–4, 6–2         |
| 2009 | Klaudia Jansová Alicja Rosolská                     | Anabel Medina Garriguesová Virginia Ruano Pascualová | 6–3, 6–3         |